# 牛疫

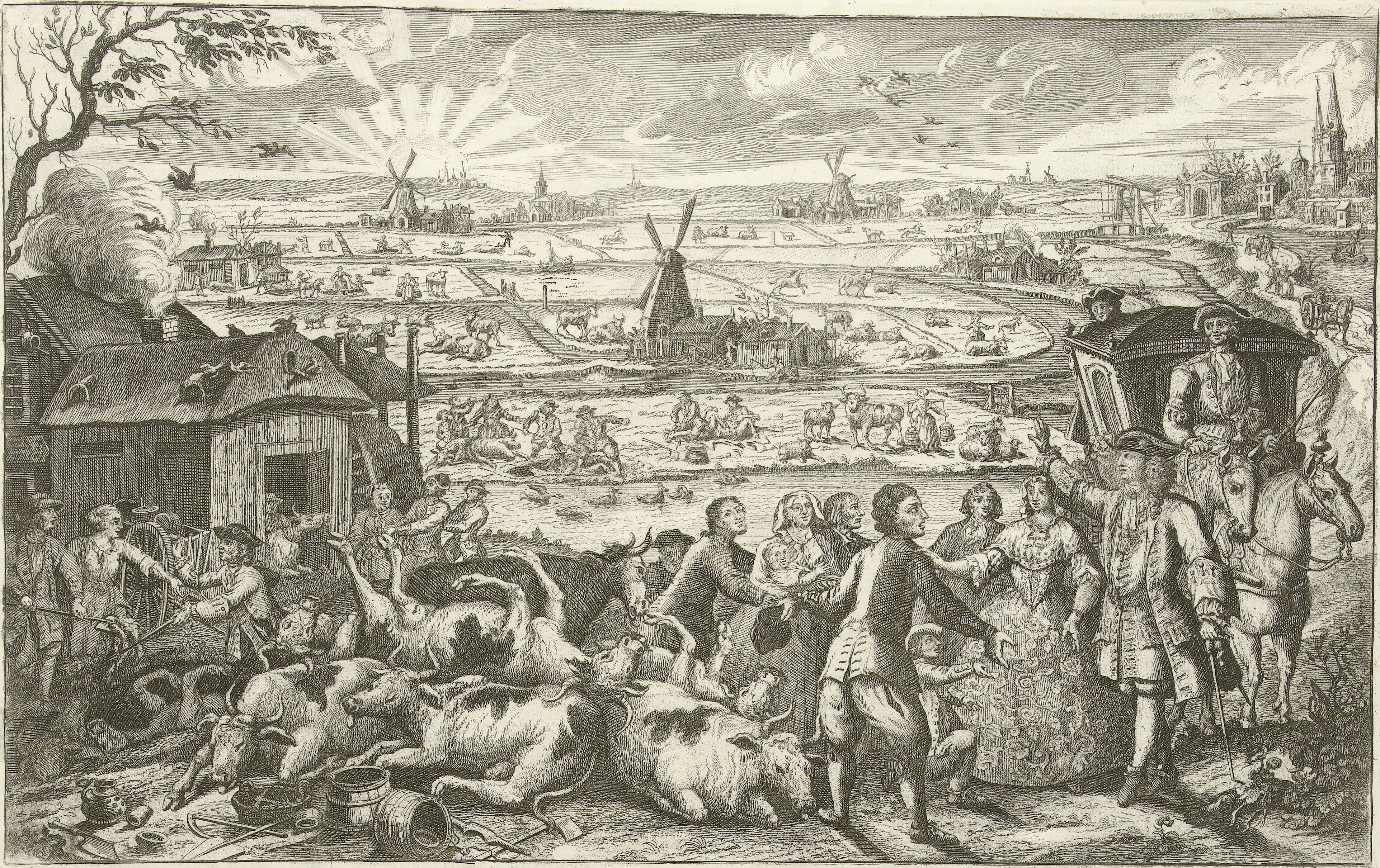
オランダで起きた牛疫の感染爆発（18世紀半ば）

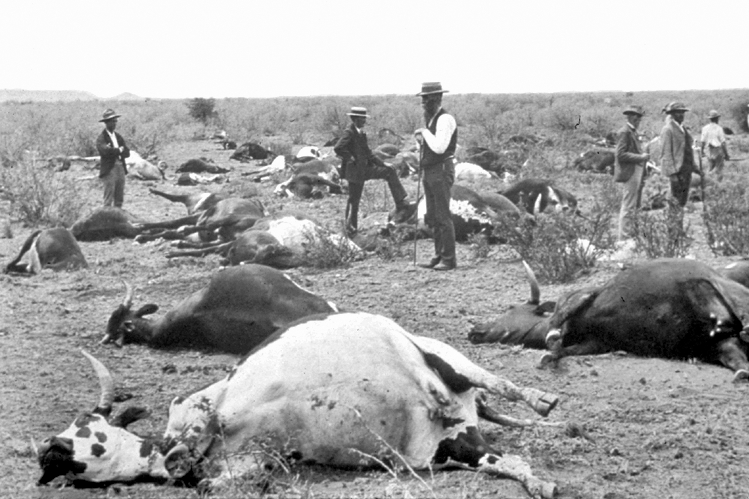
南アフリカで起きた牛疫の被害（1896年）。1887年にイタリア軍がエチオピアに持ち込んだ家畜から広がった牛疫はサハラ以南のアフリカ全域に広がった。アフリカの家畜をほぼ全滅させ、飢饉をもたらして多数の死者を出したのみならず、野生動物にも被害を与えた。

牛疫（ぎゅうえき、ドイツ語: Rinderpest）は、牛疫ウイルスの感染を原因とする偶蹄類の感染症。家畜伝染病予防法における法定伝染病であり、対象動物はウシ、スイギュウ、ヒツジ、ヤギ、ブタ、シカ、イノシシ。牛疫の患畜および擬似患畜は、牛肺疫・口蹄疫・アフリカ豚熱の患畜、口蹄疫・アフリカ豚熱の擬似患畜と共に殺処分の義務がある。
2010年までに牛疫を世界から撲滅する計画が国際連合食糧農業機関（FAO）によって策定され、活動が続けられた結果、2011年に撲滅宣言が発表された。感染症で撲滅宣言がなされたのは1980年の天然痘についで2例目であり、ヒト以外の動物では初めてかつ唯一の事例である。

## 原因
パラミクソウイルス科 (Paramyxoviridae)、モルビリウイルス属 (Morbillivirus) に属する 牛疫ウイルス (Rinderpest morbillivirus) が原因の感染症。一本鎖のマイナスRNAウイルスであり、大きさは約150nm、エンベロープを有する。同属のウイルスとして犬ジステンパーウイルス (CDV) および麻疹ウイルスがある。

## 疫学
感染動物の排泄物の飛沫などに直接接触することで伝播する。感受性のある動物でも種によって、牛でも品種によって感受性に差があり、和牛では感受性が高く、羊や山羊では感受性は低い。野生動物ではアフリカスイギュウ、イランド、クーズーなどで発生がみられることがあった。
- 歴史的には古くからある伝染病で、約4000年前のエジプトの文書や旧約聖書にも登場する。18世紀のヨーロッパでは、約2億頭の牛が死亡した。この大流行は社会的に多大な影響を与えている。例としてローマ帝国の東西分裂の引き金となり、また18世紀の流行は植民地主義を台頭させアフリカの植民地化を促進させた。ほかには、職業獣医師、獣医学専門大学が登場するきっかけとなった。更にベルギーで1922年に発生した牛疫が、複数国家にまたがる家畜伝染病対策体制を整備させ、国際獣医学会議、国際獣疫事務局 (WOAH) を発足させた。
  - 2001年のケニアでの発生を最後に牛疫の発生は確認されていない。
- 日本国内では1894年（明治27年）に朝鮮半島から輸入された牛で発生し、港湾検疫が開始されるきっかけとなった。1918年（大正7年）に蠣崎千晴が世界最初の牛疫ワクチン（不活化ワクチン）を開発した。1922年（大正11年）以来、発生が確認されてない。
- 2019年現在、牛疫ウイルスは自然界には存在せず、世界6ヵ所（エチオピア、アメリカ、フランス、イギリス、中国、日本）の施設にのみ保存されている[3]。

## 症状
自然感染に対して最も感受性の高い動物は牛と水牛であり、2から9日の潜伏期の後、突然の41度程度の発熱、食欲減退、鼻汁、口腔内の点状出血や潰瘍がみられ、下痢を示す。その後、脱水症状を示し起立不能となる。発熱から6 - 12日後の死亡率が高く、第3週まで生存すれば回復する。

## 診断
診断には兎免疫血清を用いたCF反応や寒天ゲル拡散法、ELISAなどが用いられる。

## 治療
効果的な治療法は存在しない。

## 予防
予防には弱毒生ワクチンが用いられる。但し、2010年までの根絶計画に基づき、2002年末からはワクチンの接種は中止されている。
日本では牛疫ウイルスを保管している農研機構動物衛生研究部門が生ワクチンを製造し、国内および海外向けの緊急備蓄のワクチンとして保管している。

## 関連文献
- 山内一也『史上最大の伝染病牛疫 : 根絶までの4000年』岩波書店、2009年8月。ISBN 978-4-00-005465-2。